# Sphingonaepiopsis gorgoniades
Sphingonaepiopsis gorgoniades is een vlinder uit de familie van de pijlstaarten (Sphingidae). De wetenschappelijke naam van de soort werd in 1819 gepubliceerd door Jacob Hubner.